# Конєв Анатолій Костянтинович
Конєв Анатолій Костянтинович (10 січня 1921 — 9 листопада 1965) — радянський баскетболіст.
Срібний призер Олімпійських Ігор 1952 року.
Чемпіон Європи 1947, 1951, 1953 років, бронзовий призер 1955 року.